# Ezana

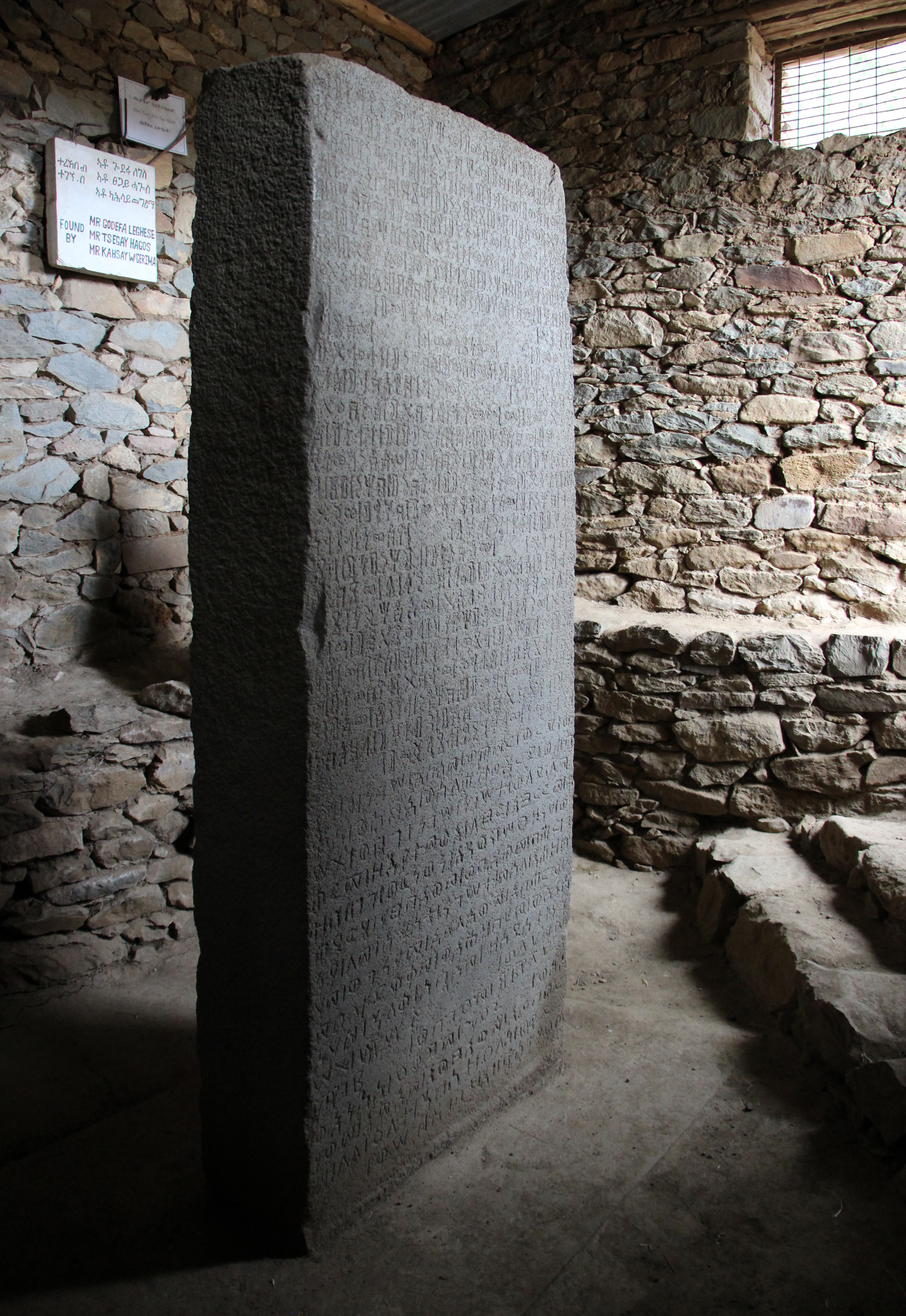
Estela d'Ezana

Ezana (en gueez: ዒዛና ‘Ezana, ዐዘነ ‘zn) fou un governant del Regne d'Axum, que hi regnà si fa no fa entre els 333 i 350. En les inscripcions era proclamat "Rei de Sabà i Salhem, Himiar i Du-Raidã". La tradició afirma que "Ezana va succeir el seu pare Ella Amida (Usanas) quan encara era un xiquet, i sa mare, Sofia, en fou regent. Ezana també era conegut pel títol de bisi alêne.

## Regnat
Ezana fou el primer monarca del Regne d'Axum que es feu cristià, i el primer després de Za Hacala (o Zoskales) esmentat pels historiadors contemporanis, una situació que dugué Munro-Hay a comentar que era "el més famós dels reis axumites abans de Caleb." El seu tutor, el cristià siri Frumenci, fou cap de l'Església etíop. Una carta que ens ha arribat de l'emperador romà arrià Constanci II dirigida a Ezana i a son germà Saizana sol·licita que Frumenci vaja a Alexandria per a ser investigat per errors doctrinaris i perquè el substituïsquen per Teòfil l'Indi; Munro-Hay assumeix que "Ezana recusà o ignorà aquesta demanda".
Ezana també va fer campanyes militars, que va registrar en les seues inscripcions. Un parell d'inscripcions en una estela en gueez, trobades a Mèroe, és una evidència d'una campanya del segle iv, que podria haver ocorregut durant el regnat d'Ezana, o en el regnat del seu pare i antecessor Usanes. Alguns estudiosos interpreten aquestes inscripcions com a prova que els axumites van destruir el Regne de Cuix; altres observen que l'evidència arqueològica apunta per a un declivi economicopolític de Mèroe al voltant de l'any 300.  A més, alguns interpreten l'estela com una ajuda militar prestada per Axum la Mèroe per a reprimir la revolta i la rebel·lió dels nuba. No obstant això, no hi ha evidències conclusives per a qualsevol d'aquestes hipòtesis fins al moment.
En algunes de les monedes axumites encunyades durant el regnat d'Ezana apareix el subtítol en grec TOYTOAPECHTHXWPA - 'Que açò agrade a les persones'. Munro-Hay comenta que aquest subtítol és "una peculiaritat prou atractiva del cuny axumita, que representa una preocupació reial i un sentiment de responsabilitat envers els desigs del poble". Algunes monedes encunyades amb el seu nom es van trobar a la fi dels anys 1990 en jaciments de l'Índia, indicant contactes comercials en aquell estat. Una característica notable de les monedes és un canvi del motiu pagà anterior amb el disc solar i el creixent estilitzats cap al dibuix amb una creu cristiana. A Ezana també se li atribueixen esteles i obeliscos.
El nom Ezana no apareix en les llistes de reis malgrat que es feren monedes amb el seu nom. Segons la tradició, els emperadors Abrà (Abreha) i Asbà (Atzbeha), també anomenats Aizana i Saizana, governaven a Etiòpia quan el cristianisme hi penetrà. Pot ser que aquests noms hagen estat aplicats més tard a Ezana i el seu germà o que aquests fossen els seus noms de baptisme.